# Listový stroj
Listový stroj (angl.: dobby, něm.:Schaftmaschine), zvaný také listovka, je zařízení, které umožňuje tvoření prošlupu s větším počtem (cca 10-30) brdových listů na tkacím stroji. 

## Princip konstrukce stroje

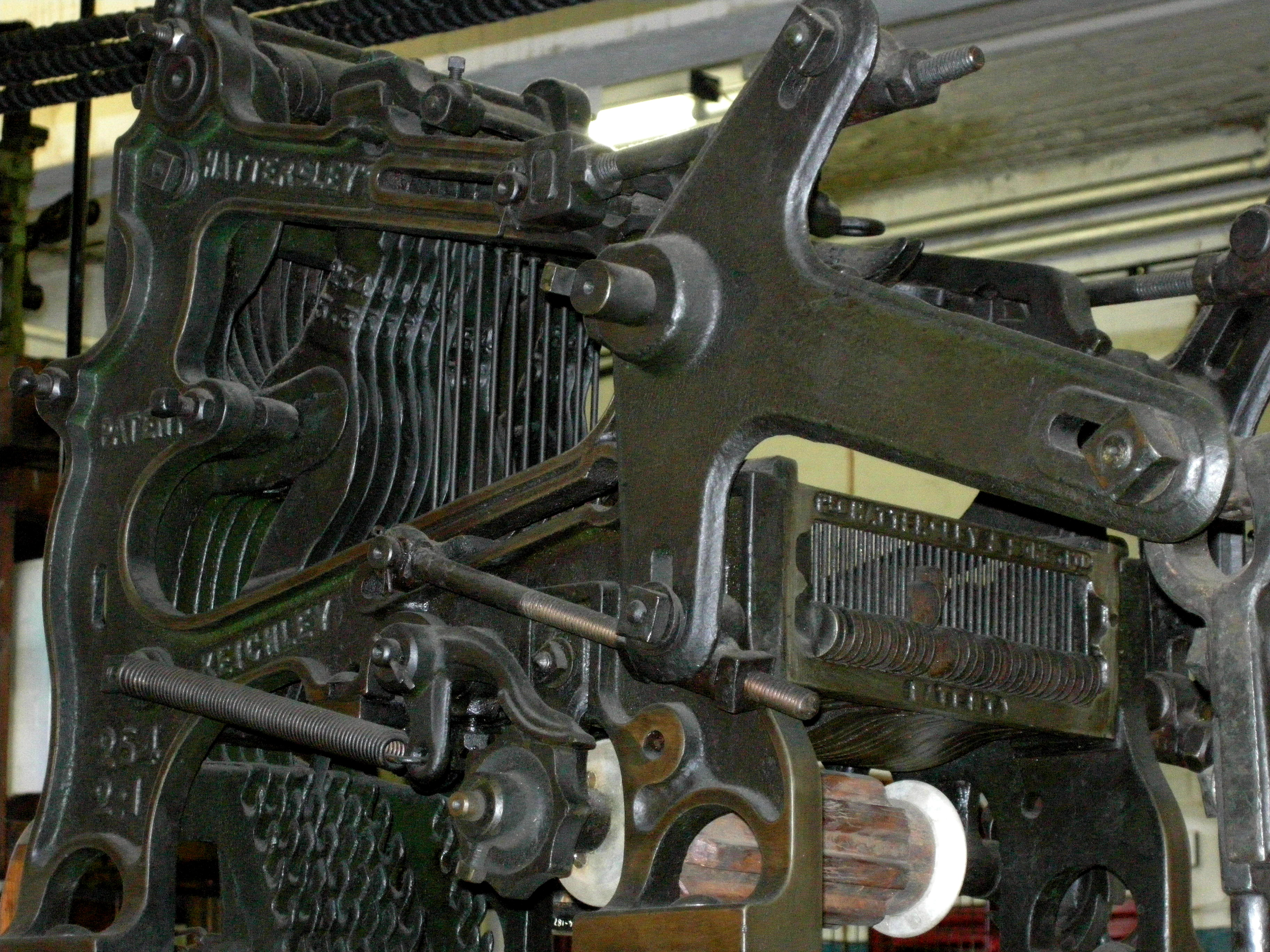
Listovka "6 x 1”
(muzeum v anglickém Bradfordu)

Na tkacích strojích s vačkovým prošlupním zařízením (angl.: cam shedding) se instaluje maximálně 10 brdových listů. Tímto systémem se dají tkát jen vazby se střídou do 12 osnovních a 8 útkových nití.

Na strojích s listovkami se dá prakticky umístit až 28 listů (s dělením podle tloušťky nosníku listu 10-20 mm). Elektronicky řízená zařízení tohoto druhu umožňují tkaní s obrovskou střídou vazby s velikostí vzoru přes 6400 útků tj. až 3 metry po délce tkaniny.
Mechanizmus tvoří soustava vaček, pák, jehel, platin a pružin, na kterou jsou napojeny jednotlivé tkací listy. Listovka je poháněna od hlavní hřídele tkacího stroje, pohyb jednotlivých listů je řízen programovým ústrojím, které sestává u starších strojů z pásu s děrovanými kartami (viz příklady na levé straně dolního snímku) a u novějších od mikroprocesoru.

## Vyráběné stroje
- Listové stroje se začaly používat v roce 1843. [3]
- Nejstarší známou konstrukcí je Hattersleyova listovka z roku 1867. [4]

(Na hořejším snímku je listovka s negativním zdvihem vyvinutá koncem 19. století z původní Hattersleyovy konstrukce)

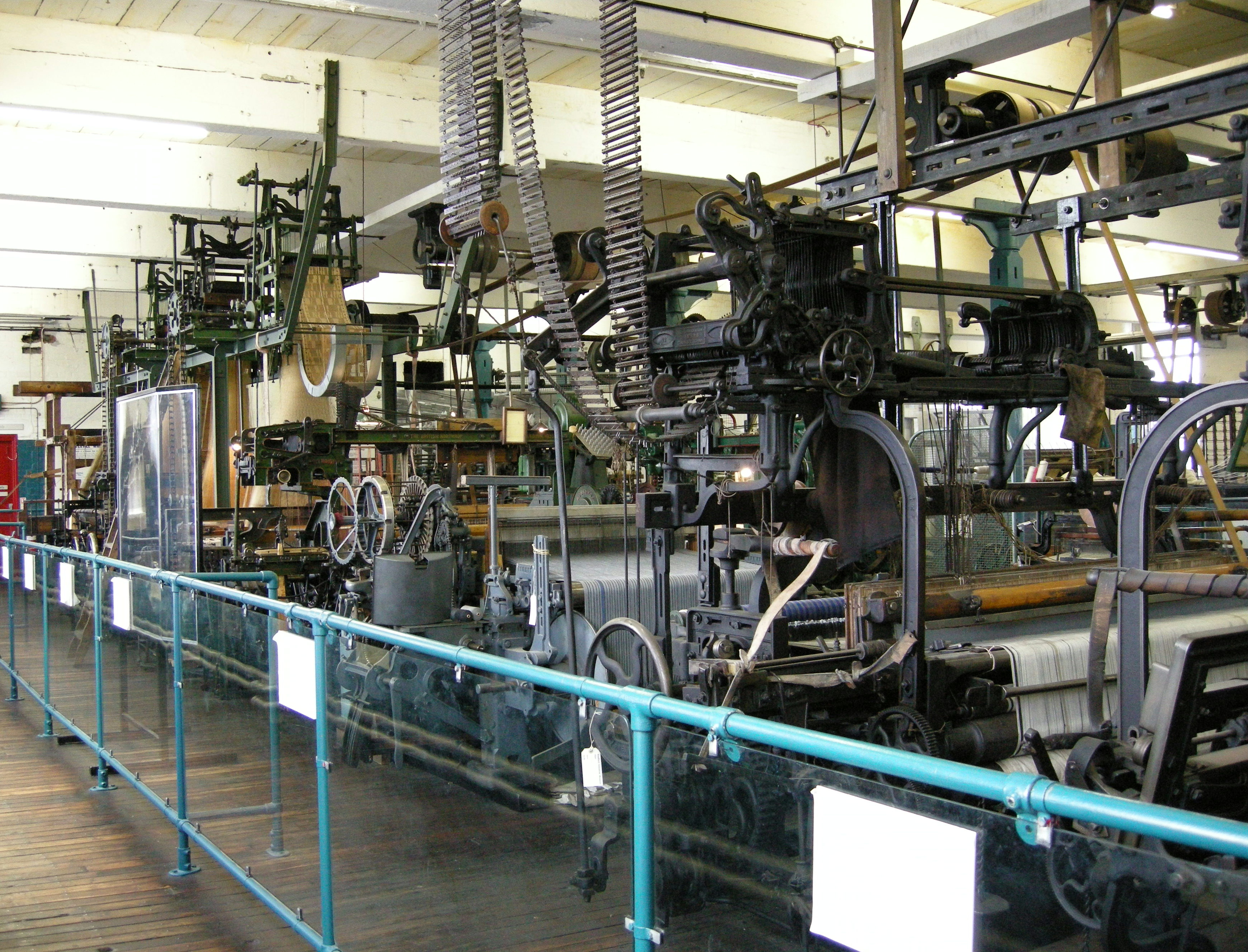
Tkací stroj z poloviny minulého století s mechanicky řízenou listovkou

- V posledních desetiletích vyniká ve světové produkci švýcarská firma Stäubli, která dodává dva druhy listovek:

Pozitivní dvojzdvižné stroje (od poloviny 20. století). Na každou druhou otáčku stavu připadá jedna otáčka listovky. Listy se pohybují jen jedním směrem, nazpět jsou taženy pružinou. Tkací stroje s touto listovkou mohou dosáhnout rychlosti 500 otáček (tzn. zatkávat 500 útků) za minutu. 
Rotační listovky (od roku 1975), u kterých se nože a platiny pohybují v po kruhových dráhách.  Na strojích s těmito listovkami se dá zatkávat až 1500 útků za minutu. 
- U moderních strojů je ovládací mechanizmus uložen v dolní části tkacího stroje (dříve byla typická nadstavba, jak ukazuje dolejší snímek). Listovka může mimo prošlupní ústrojí ovládat i jiné činnosti tkacího stroje, např. barevnou záměnu útku, zbožový regulátor atd.

Některé konstrukce listovek jsou zaměřeny na speciální použití . např. pro technické tkaniny, pro hydraulické tkací stroje, pro tkaní kovových sít. 
Vlastnosti známých druhů listovek: 
| Druh mechanizmu     | max. počet útků ve střídě | max. počet listů |
| pozitivní mechan.   | 6 000                     | 28               |
| negativní mechan.   | 150                       | 16               |
| mechan. rotační     | 4 700                     | 28               |
| elektron. negativní | 6 400                     | 16               |
| elektron. rotační   | 6 400                     | 28               |

- V Čechách se vyráběly první listovky už od 90. let 19. století např. v Žandově (firma Stäubli) a v Lomnici nad Popelkou. Jedna z úspěšných konstrukcí byl model RBH 20 AS (vynálezce Hadinec), jehož výroba dosáhla v 60. letech minulého století 20 000 kusů. Poslední zmínky o výrobě na území ČR pochází z 80. let. [9]